# Định luật Ohno
Định luật Ohno được đề xuất bởi nhà sinh học người Mỹ gốc Nhật Susumu Ohno, nói rằng hàm lượng gen của các loài động vật có vú đã được bảo tồn so với các loài không chỉ ở hàm lượng DNA mà còn ở bản thân các gen. Nghĩa là, gần như tất cả các loài động vật có vú đã bảo tồn nhiễm sắc thể X từ nhiễm sắc thể X nguyên thủy của một tổ tiên chung.

## Bằng chứng
Các nhiễm sắc thể X của động vật có vú ở các loài khác nhau, bao gồm cả người và chuột, có kích thước gần như nhau, với hàm lượng chiếm khoảng 5% bộ gen. Ngoài ra, đối với các locus gen riêng lẻ, một số gen liên kết với X là phổ biến ở các loài động vật có vú. Các ví dụ bao gồm glucose-6-phosphate dehydrogenase (G6PD) và các gen của yếu tố VIII và yếu tố IX. Hơn nữa, không có trường hợp nào tìm thấy gen liên kết X ở loài này nằm trên nhiễm sắc thể thường ở loài kia.

## Từ điển
- Rédei GP (2003). "Ohno's law." Encyclopedic dictionary of genetics, genomics, and proteomics, 2nd ed. New York: Wiley-Liss, p. 870. ISBN 0-471-26821-6.